# Mabon (feestdag)

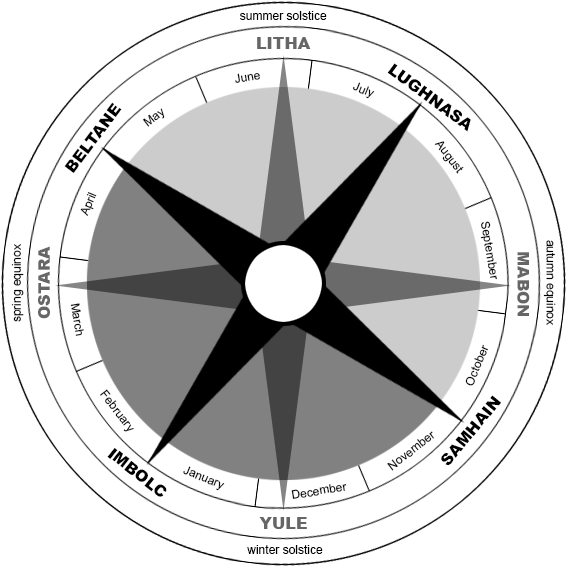
Het Wiel van het Jaar

Mabon is een van de vier 'kleinere' of minder belangrijke sabbats binnen de paganistische groepen. Ze wordt gevierd als dag en nacht gelijk zijn (in evenwicht) tussen 20 en 23 september (de dag kan elk jaar wat verschillen).
De dag wordt in veel kringen gebruikt als een offerande en dankbode aan de goden voor een goede oogst (tegenwoordig is dit vaak niet meer de oogst van het land, maar de oogst in werk, liefde, geluk, enz.) en een vruchtbaar jaar. Er werd in vroegere tijden gevraagd of de goden de bescherming konden bieden voor de wintermaanden, tegenwoordig vragen mensen dit op een iets andere manier, maar het gebruik is nog steeds in ere.
De naam Mabon is vrij recent en komt uit de alexandrijnse wicca waar Alex Sanders Mabon introduceerde rond 1960. Door (Kelten en Germanen werd de maand september wel als heilig gezien (laatstgenoemden noemden de maan Hālig-mōnaþ - heilige maand), maar niet als Mabon gevierd. De naam Mabon werd gekozen om het 'Keltische gevoel' te laten terugkeren bij het evenement. Het is wel zo dat veel Europese paganisten ervoor kiezen om Mabon niet te vieren, als afzetting tegen de Amerikaanse markt, waar dit een steeds groter evenement wordt, ook buiten de Paganistische groeperingen.